# Amalie Pölzer
Amalie Pölzer, geborene Baron, (* 21. Juni 1871 in Wien; † 8. Dezember 1924 ebenda) war eine österreichische Politikerin. 

## Werdegang
Amalie Pölzer besuchte zunächst die Volks- sowie Bürgerschule und erlernte den Beruf der Weißnäherin. Sie trat dem Verein Bildungsquelle bei, für den sie als Bibliothekarin tätig war. 1893 war sie gemeinsam mit Adelheid Popp Mitbegründerin des Lese- und Diskutierklubs Libertas. 1901 gründete sie den Verein sozialdemokratischer Frauen und Mädchen. Von 1902 bis 1920 stand sie der sozialdemokratischen Frauenorganisation von Niederösterreich vor. Von 1919 bis 1924 war sie Gemeinderätin und erste Favoritnerin, die dem Gemeinderat angehörte. Auch bei den Favoritner Kinderfreunden und im Verein Societas war sie führend tätig. Das Amalienbad wurde nach ihr benannt.
Von 1898 bis zu ihrem Tod war sie mit dem Nationalratsabgeordneten und Wiener Gemeinderat Johann Pölzer (1872–1934) verheiratet. Ihr gemeinsamer Sohn Johann Pölzer junior (1903–1964) wurde ebenfalls Politiker und Abgeordneter zum Nationalrat.